# Zhang Jiaqi (tuffatrice)
Zhang Jiaqi (张家齐; Pechino, 28 maggio 2004) è una tuffatrice cinese.

## Biografia
All'età di quindici anni ha vinto la medaglia d'oro ai Campionati mondiali di nuoto di Gwangju 2019 nel concorso dei tuffi dalla piattaforma 10 metri.

## Palmares
- Giochi olimpici

Tokyo 2020: oro nel sincro 10 m.
- Mondiali

Gwangju 2019: oro nel sincro 10m.
Fukuoka 2023: oro nel sincro 10m misto.
Doha 2024: oro nel sincro 10m misto.

### Coppa del Mondo
- Vincitrice della Coppa del Mondo della piattaforma 10m nel 2018
- Vincitrice della Coppa del Mondo del sincro 10m nel 2018